# Дреньство
Дреньство (пол. Dreństwo) ранее — Дренство (пол. Dręstwo) — деревня в Августовском повете Подляского воеводства Польши. Входит в состав гмины Барглув-Косцельны. 
По данным переписи 2021 года, в деревне проживало 326 человек.
Рядом с деревней находится одноимённое озеро, а также пролегает национальная дорога , соединяющая Варшаву с городом Августов.

## История
В 1795 году деревня входила в состав Бельской земли Подляшского воеводства. В XIX веке деревня, занимавшая площадь в 995 м², административно входила в состав гмины Пруска, которая в свою очередь была частью Щучинского уезда Ломжинской губернии Российской империи.

## Население
|        | 1827 | 1906 | 1998 | 2002 | 2009 | 2011 | 2021 |
| ------ | ---- | ---- | ---- | ---- | ---- | ---- | ---- |
| Всего  | 288  | 499  | 361  | 346  | 359  | 337  | 326  |
| Женщин |      | 293  | 179  | 183  | 188  | 177  | 167  |
| Мужчин |      | 206  | 182  | 163  | 171  | 160  | 159  |